# IJ (digraaf)

IJ, ij

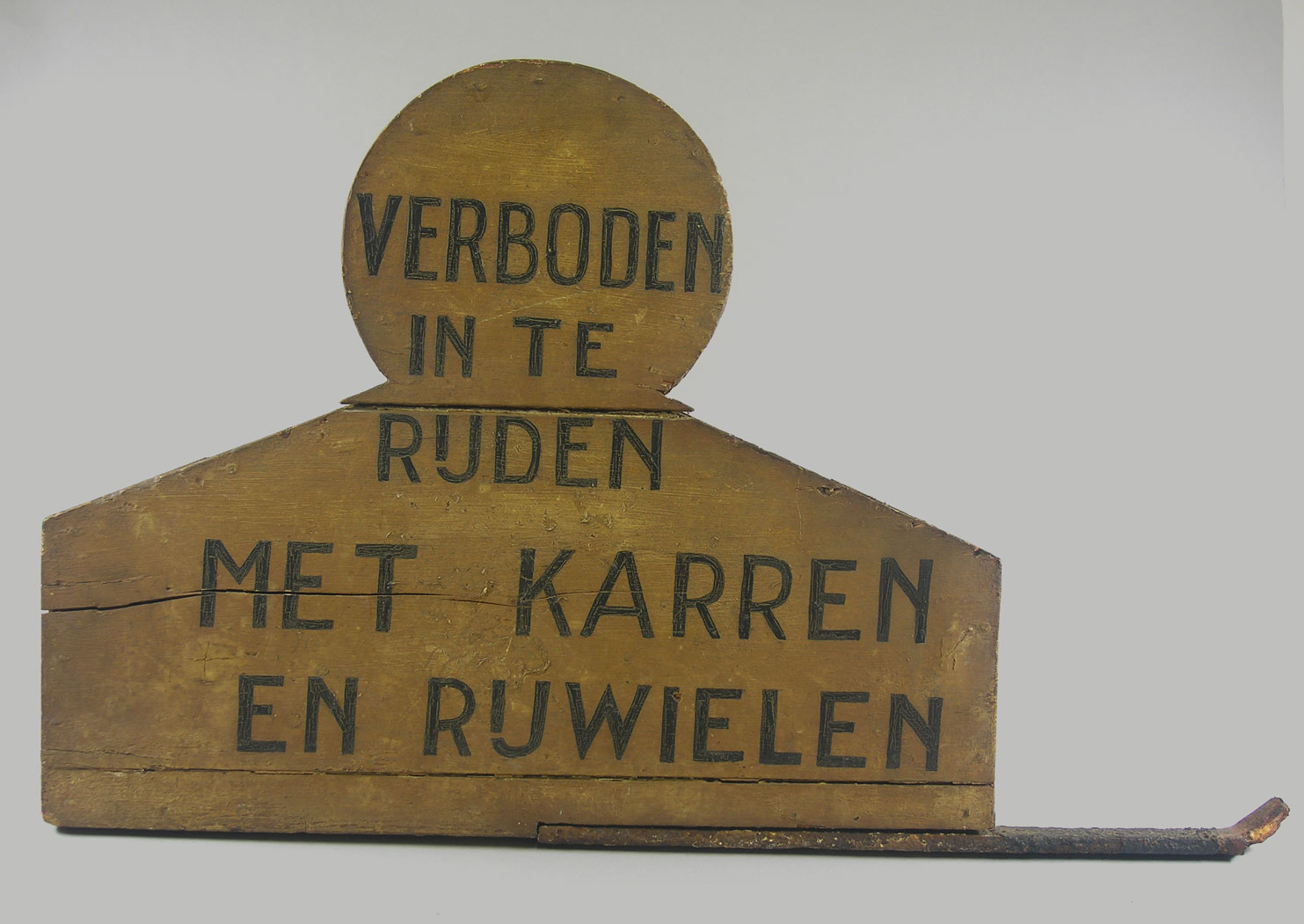
Bord rond 1900 waarbij de "IJ" als een ligatuur wordt weergegeven

De IJ, of Ĳ, is een digraaf of ligatuur van de letters i en j. In het Nederlands wordt de ij soms als één letter beschouwd en dan samen met de y de 25e letter van het Nederlandse alfabet gezien. Vaak wordt de ij in één karakter geschreven, als een ligatuur, hoewel in de meeste lettertypes de i en de j niet met elkaar verbonden zijn, maar soms wel dichter bij elkaar gezet.
De ij vertegenwoordigt meestal de tweeklank [ɛɪ]. In het woord bijzonder en in sommige plaatsnamen komt de oude klankwaarde [i] nog voor, zoals in Wijchen, Wijhe en Wijlre. In het achtervoegsel -lijk staat zij voor de sjwa ([ə]).
De IJ verschilt van de letter Y. In het Algemeen Nederlands en in de meeste Nederlandse dialecten zijn er twee mogelijke spellingvormen voor de tweeklank [eɪ] of [ɛɪ]: ij en ei. De eerste vorm wordt de lange ij of in België soms ook gestipte ij genoemd en kent twee (regionale) klanken. De tweede vorm heet korte ei (of bij het spellen van een woord: E – I) en heeft een enkele klank. Het adjectief lang duidt op de lengte van de staart van het tweede teken j, dat (vooral bij de kleine letter) tot onder de basislijn reikt. De adjectieven lang en kort duiden niet op (de lengte van) de uitspraak, aangezien beide spellingvormen in het Algemeen Nederlands op dezelfde manier worden uitgesproken.
In het hedendaags Nederlands komt de Y alleen in leenwoorden voor. Tot en met het midden van de 19e eeuw werd de Y echter ook vaak gebruikt in (van oorsprong) Nederlandse woorden. Het huidige Nederlands heeft het exclusief en consequent gebruik van de lange ij te danken aan de Spelling-Siegenbeek.
De Y wordt Griekse ij, i-grec (zoals in het Frans, maar met de klemtoon op grec) of ypsilon (uitspraak: ipsilon) genoemd. Bij het het opnoemen van het alfabet wordt ze vaak gewoon als ij uitgesproken.
Eduard Douwes Dekker ook wel bekend onder zijn schrijversnaam Multatuli, gebruikte in zijn handschriften de ij, maar in zijn uitgaven wilde hij dat de zetter daar een y-teken plaatste. De ij was volgens hem geen letter.

## Oorsprong
De ij is van oorsprong een dubbele i, die in het Middelnederlands de lange [iː] voorstelde. Toen werd de i nog vaak zonder punt geschreven en kon de digraaf ιι gemakkelijk met de u verward worden. Om de leesbaarheid te vergroten kreeg de tweede i een staart, wat ook bij Romeinse cijfers als iij werd gebruikt. De lange ij werd in 1804 officieel geïntroduceerd.

## Status
Er bestond in Nederland discussie of de ij uit een of twee letters bestaat. In Vlaanderen werd de ij altijd als een combinatie van twee letters beschouwd.

Met puntjes: ij, zonder puntjes: i-grec

Redenen om ij als één letter te beschouwen:
- Als een woord dat met ij begint een hoofdletter krijgt, wordt de volledige ligatuur in hoofdletters geschreven: IJsselmeer, IJmuiden, dus niet: Ijsselmeer, Ijmuiden.
- De Grote Winkler Prins Encyclopedie vermeldde in 1993 dat de ij de 25e letter van het Nederlandse alfabet is.[3]
- Het Handwoordenboek Hedendaags Nederlands van Van Dale zegt in zijn oudere edities over de ij dat het een letterteken is, bestaande uit twee i's, waarvan de tweede verlengd is.[4]
- Bij de meeste handschriften schrijft men de ij aan elkaar, ook als de overige letters los worden geschreven.

Redenen om ij als twee letters te beschouwen:
- Van oorsprong is de ij een dubbele i, net als de andere klinkers die in Nederlandse woorden dubbel voorkomen.
- Andere lettercombinaties, zoals ou, au, eu en ui, worden ook altijd als twee letters beschouwd. Zelfs ligaturen, zoals de Franse œ, worden in het algemeen als twee letters beschouwd. De klank [eɪ]? of [ɛɪ]? kan als ij of als ei geschreven worden, beide bestaand uit twee letters.
- De Taalunie, de enige officiële instantie met bevoegdheid over de spelling van de Nederlandse taal in België, Nederland en Suriname, beschouwt de ij als een combinatie van de letters i en j. Ze schrijft echter wel voor dat beide letters samen in hoofdletters moeten.[5] Dit is uniek: geen enkele andere taal heeft een hoofdletter die uit twee letters bestaat.
- In de nieuwste versie (14e editie) van Van Dale Groot woordenboek van de Nederlandse taal staat bij de ij vermeld: naam van de lettercombinatie bestaande uit de tekens i en j, gebruikt om, in een aantal woorden, de tweeklank [ɛɪ]? weer te geven.[6]
- Als ij als twee letters wordt beschouwd zijn er voor het systeem van alfabetische volgorde geen speciale regels nodig.
- Als ij als twee letters wordt beschouwd heeft het alfabet geen extra letter nodig. Traditioneel wordt het Nederlandse alfabet geacht 26 letters te hebben (al is daarbij wel de complicatie dat de 25e letter y wordt uitgesproken als ij, zie boven). Voor de complicaties van een extra letter zie ook de kopjes Codering en Toetsenborden.

Dat de letters samen op één blokje staan op het Leesplankje van Hoogeveen heeft niets te betekenen, want aa, eu, oe enzovoort staan ook samen op één blokje.

## Gebruik

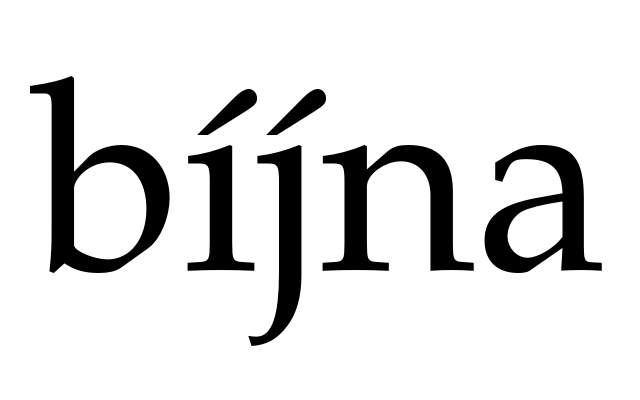
Een juist gezette klemtoon: bíj́na (indien technisch mogelijk).

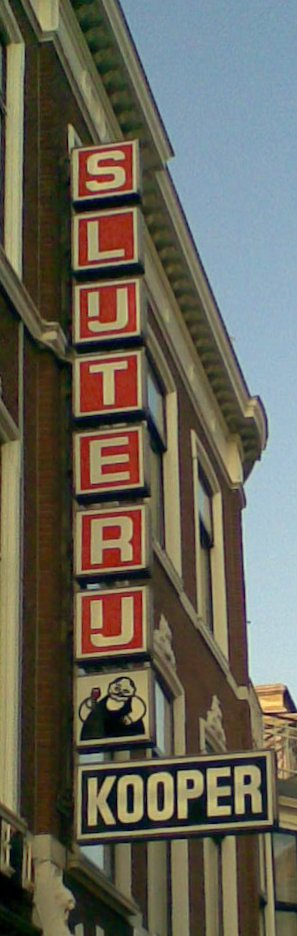
De IJ beslaat op dit bord even veel ruimte als een enkele letter. De I wordt boven de linkerkant van de J geplaatst om hun verbondenheid te benadrukken. Dit laatste is echter niet noodzakelijk en er zijn ook borden waarbij de I en J los van elkaar op de plek van 1 karakter staan

### Hoofdlettergebruik
Als een woord dat met ij begint een hoofdletter krijgt, wordt de volledige ligatuur in hoofdletters geschreven: IJsselmeer, IJmuiden. In Vlaanderen wordt deze regel niet altijd en overal strikt gevolgd, resulterend in bijvoorbeeld Ijzer. Hoewel dit geen standaardgebruik is, is dergelijk hoofdlettergebruik zelfs soms te vinden op officiële bewegwijzeringsborden.
Dit hoofdlettergebruik is opmerkelijk: in het Spaans werden de digrafen ch en ll tot 1994 als één letter beschouwd. Toch kregen woorden die met die letters beginnen slechts één hoofdletter: Chile, Llano. De lettercombinaties ae in bijvoorbeeld het Latijn en oe in het Frans worden alleen volledig gekapitaliseerd wanneer ze als ligatuur geschreven worden: Æneas, maar Aeneas; Œil, maar Oeil.

### Afkortingen
Wanneer woorden of (voor)namen tot hun initialen verkort worden, wordt een Nederlands woord of naam die met IJ begint, veelal afgekort tot IJ. Zo wordt IJsbrand Eises Ypma verkort tot IJ. E. Ypma.

### Sorteren
Woordenboeken sorteren steeds ij als een i gevolgd door een j, dus tussen ih en ik, en dit al sinds 1850. Dit is de geprefereerde alfabetisering volgens de Taalunie. Een uitzondering zijn oudere uitgaven van Kluwer, bijvoorbeeld Kluwer's Universeel technisch woordenboek Nederlands-Duits uit 1980, waarin de lange ij als een y wordt gesorteerd.
De Telefoongids en de Gouden Gids weken van deze volgorde af en houden ij en y bij elkaar, als zouden ze dezelfde letter zijn. De reden is dat er heel wat familienamen bestaan waar beide spellingvarianten voorkomen: zowel Bruijn en Bruyn zijn familienamen, en in de Nederlandse telefoongidsen zijn ze samen te vinden. In het standaardalfabet zou De Bruijn tussen 'uh' en 'uk' te vinden zijn. De naam Bruin, fonetisch gelijk, staat wel elders.
Dit gebruik is niet uniek. Ook in telefoongidsen van sommige andere landen worden spellingvarianten van dezelfde naam bij elkaar geplaatst, bijvoorbeeld Carlson, Carlsson en Karlsson in de Zweedse telefoongids of Böker en Boeker in de Duitse telefoongids hoewel de ö in de standaardsortering van een woordenboek eigenlijk op dezelfde plaats staat als de o zonder e.

### Klemtoon
Sinds de spellingwijziging van 1995 wordt klemtoon gemarkeerd alleen door het plaatsen van een accent aigu op de klinker van de beklemtoonde lettergreep, in plaats van een accent grave voor korte klinkers en accent aigu voor lange klinkers.
In het geval van een digraaf of dubbele klinker worden beide letters gemarkeerd met een accent aigu; dit geldt ook voor de ij. Wegens technische beperkingen wordt het accent op de j echter vaak weggelaten in elektronisch opgemaakte documenten.

### Klank
De ij wordt als ei of ie uitgesproken. Dit is woord- en streekafhankelijk. Bijvoorbeeld en bijzonder worden door veel mensen als beivoorbeeld en biezonder uitgesproken. Wigardus à Winschooten merkte dat in 1683 al op; hij onderscheidde de Gelderse ii die uitgesproken wordt als ie en de Overijsselse ii die uitgesproken wordt als ei.

### Verbrede inter-letter-spatiëring
In tekstopmaak met verbrede inter-letter-spatiëring, wordt de IJ vaak, maar niet altijd, samengehouden, bijvoorbeeld: "s l ij t e r ij" of "s l i j t e r i j".
Als woorden verticaal geschreven worden, met de letters niet-geroteerd onder elkaar, wordt de ij meestal samengehouden (zie afbeelding).

### Spelling
Vrijdag kan op twee manieren gespeld worden, naargelang de speller de ij als één of als twee letters beschouwt:
- V – R – IJ – D – A – G
- V – R – I – J – D – A – G

### Telefoonalfabet
In het Nederlands telefoonalfabet wordt de IJ weergegeven met behulp van het woord IJmuiden. Het verschil met de Ypsilon, codewoord voor de y, is duidelijk hoorbaar.

### Woordspelletjes
In de meeste kruiswoordraadsels, en in Lingo, wordt de IJ als één letter beschouwd, die één vakje vult, maar de ij en de y worden wel als verschillende letters beschouwd. Bij andere woordspelletjes kunnen andere regels gelden.
In woordspelletjes die een verschil maken tussen klinkers en medeklinkers, is de ij een klinker als hij een aparte letter is. (Of de y een klinker of een medeklinker is, is een andere discussie, aangezien de letter y in leenwoorden zowel een klinker als een (half-)medeklinker kan representeren.)

#### Scrabble
Nederlandse Scrabble-spelers gebruiken meestal de Y (met letterwaarde 8) als in een woord een IJ voorkomt. De spelregels (die uit het Engels vertaald zijn) geven er in de oorspronkelijke uitgave geen aanwijzingen voor.
In latere uitgaven van het spel (omstreeks 1990) was bij de spelregels een voorbeeld bijgevoegd waarbij in een woord een aparte I en J voorkwamen, zonder verdere toelichting.
Tot maart 1998 had de Nederlandse versie twee IJ-blokjes met letterwaarde 4, naast het ene Y-blokje met letterwaarde 8.
De recente Nederlandse versie heeft de IJ weer weggelaten.
De Vlaamse versie heeft nooit de IJ gekend. Er is nu geen verschil meer tussen de Nederlandse en de Vlaamse versie.

### Toen en nu

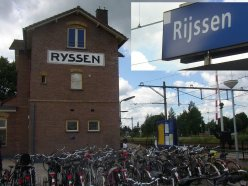
Links de oude, rechts de moderne schrijfwijze

Enkele decennia geleden was het nog heel gewoon om Y te gebruiken waar tegenwoordig alleen IJ aanvaard wordt, bijvoorbeeld in opschriften ('SLAGERY') en in computeruitvoer (op het giroafschrift stond 'AF' en 'BY'). Tegenwoordig wordt dat niet meer gezien.
Dit gebruik leeft verder in het Afrikaans: in die taal correspondeert de y gewoonlijk met de ij in het Nederlands.

## Technische details

Gemakkelijk te verwarren: (1) i + j, (2) ligatuur ĳ, (3) y met deelteken, (4) y in Garamond

### Drukwerk en handschrift
In gedrukte tekst lijken de ÿ (kleine letter y met deelteken) en de ij heel verschillend, maar in veel handschriften lijken de ÿ en de ij identiek. In het Nederlands komt de y enkel voor in leenwoorden, en is de ÿ uiterst zeldzaam (als ze al voorkomt).
De lange ij strekt zich tot onder de basislijn uit en wordt met een lange lijn geschreven; zelfs in handschriften waarin de letters niet altijd raken, wordt de ij vaak als één teken geschreven.
|  |  |

### Codering
De ligatuur bestaat in Unicode, in Latin Extended-A, als de karakters Ĳ (U+0132) en ĳ (U+0133). Deze karakters worden als compatibiliteitsdecomposeerbare karakters beschouwd. Ze zijn opgenomen wegens compatibiliteit en round-trip converteerbaarheid met enkele oudere coderingsmethodes. Het gebruik ervan wordt afgeraden. Zelfs met Unicode beschikbaar, verdient de codering in twee aparte letters voor persoonsnamen en geografische namen de voorkeur.
De ligatuur behoort niet tot een van de ISO 8859 karaktercoderingen, en dus wordt de digraaf meestal als een i gevolgd door een j gecodeerd.
HTML bevat de codes &#306; (Ĳ) en &#307; (ĳ).
Unicode biedt nog een mogelijkheid om de digraaf i‍j (resp. I‍J) te schrijven, namelijk met behulp van het stuurteken &zwj; ((en)  zero-width joiner: ligatuurvormer met breedte nul): i&zwj;j.

### Toetsenborden

#### Schrijfmachines

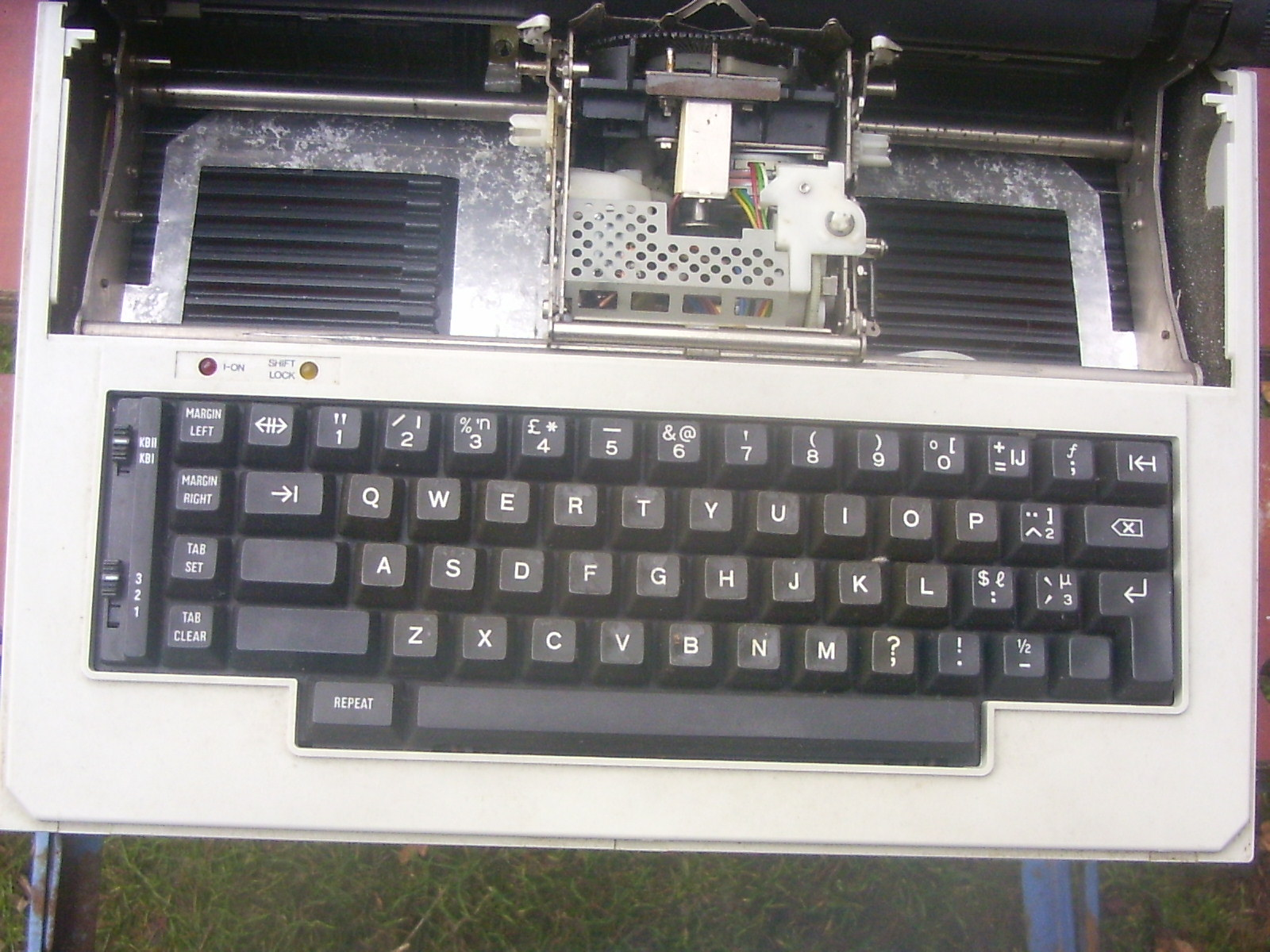
Een elektrische schrijfmachine met een Nederlands toetsenbord met +/=/ij toets rechts bovenaan, geschat bouwjaar 1984.

Nederlandse schrijfmachines hadden meestal een aparte toets voor de kleine letter ‛ĳ', waardoor deze lettercombinatie één positie in het niet-proportionele lettertype innam. Belgische schrijfmachines hadden deze toets niet.

#### Computers
In Nederland is het QWERTY-computertoetsenbord in gebruik. De standaard VS-indeling (soms in 'Internationale Modus') wordt vaak gebruikt, hoewel een specifieke Nederlandse variant (KBD143) beschikbaar is. In België wordt een specifiek Belgische variant van de AZERTY-toetsenbordindeling (KBD120) gebruikt. Geen van deze toetsenborden bevat een aparte toets voor de ĳ of de Ĳ.

## Gevallen waarbij ij nooit als één letter wordt beschouwd

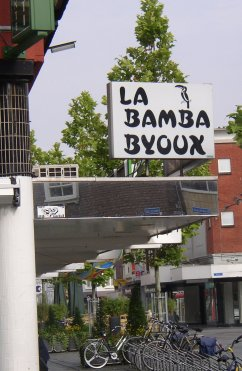
Bijoux fout gespeld

Als de i en de j tot verschillende lettergrepen behoren, zoals in de woorden bijectie (lettergrepen bi‧jec‧tie), hooijaar (lettergrepen hooi‧jaar, hooi-jaar met de Taalunie-spelling), millijoule (lettergreppen mil‧li‧jou‧le), minijurk (lettergrepen mi‧ni‧jurk, mini-jurk met de Taalunie-spelling), skijas (lettergrepen ski‧jas, ski-jas met de Taalunie-spelling), strooijonker (lettergrepen strooi‧jon‧ker, strooi-jonker met de Taalunie-spelling), wordt de ij nooit als één letter beschouwd. Eerdere regels als het sorteren van de ij zoals de y, het samenhouden van de ij bij verbrede spatiëring, het enkele vakje bij kruiswoordraadsels, enz. zijn dan niet van toepassing.
Dit gaat echter weleens fout bij vreemde woorden en namen. In andere talen kan de combinatie ij immers ook weleens voorkomen, maar in die talen heeft die combinatie niets te maken met de y, zoals bijou (lettergrepen bi‧jou), hijab (lettergreppen hi‧jab, hidjab met de Taalunie-spelling), Beijing, Dijon, Fiji, Rijeka of voornamen zoals Khadija, Elijah, Marija. Nederlanders begrijpen dat niet altijd. Zo zijn er in Nederland veel winkels waar byoux of byous te koop zijn in plaats van bijoux of bijous. Ook is er een geval bekend van een brief waarop de Nederlandse afzender Dyon had geschreven in plaats van Dijon. De brief werd door de Franse posterijen naar Lyon en vervolgens naar het Zwitserse Nyon gestuurd en ten slotte als onbestelbaar teruggestuurd naar de afzender. Omgekeerd is de naam van de Coen Moulijn, oud-speler van Feyenoord, door de jaren heen nogal eens ten onrechte als Coen Mouljin gespeld, omdat de lettervolgorde i-j-n in de ogen van niet-Nederlandssprekenden onnatuurlijk oogt.

## Trivia
In 2024 kon men in de webwinkel van het Genootschap Onze Taal een chocoladeletter IJ bestellen.